# Coelogyne multiflora
Coelogyne multiflora é uma espécie de orquídea epífita, família Orchidaceae, originária de Sulawesi.